# Vřeskovice (tvrz)
Vřeskovice jsou zaniklá tvrz, která stávala ve stejnojmenné obci v okrese Klatovy. Byla založena jednou z větví rodu Drslaviců ve čtrnáctém století. V polovině patnáctého století ji získali páni z Roupova, za kterých zpustla. Její pozůstatky jsou chráněné jako kulturní památka.

## Historie
Tvrz ve Vřeskovicích založili pravděpodobně Drslavicové na počátku čtrnáctého století. Prvním známým majitelem byl Ota z Vřeskovic, který používal také přídomek z Biřkova. Jeho syny byli snad Sezema z Borov připomínaný roku 1358 a Bohuslav Hrubec ze Schonangru, který prodal svou část Vřeskovic pánům z Roupova. Dalšími příslušníky rodu připomýnanými ve druhé polovině čtrnáctého století byli Zdebor Bílý z Vřeskovic, Bušek z Vřeskovic, který se stal vřeskovickým farářem, a Přibík z Vřeskovic.
Samotná tvrz byla poprvé zmíněna až v roce 1409, kdy patřila Přibíkovu synu Rackovi z Vřeskovic. Součástí panství v té době byly vsi Mstice a Úpor. Rackovým synem známým z let 1407–1409 byl Jan z Vřeskovic. Jeho babičkou byla Kunka, která zemřela roku 1416 a odkázala své věno dceři Přibě a jejím dětem. Jan z Vřeskovic proti tomu neúspěšně bojoval. Jeho bratrem snad byl Otík z Vřeskovic, který sice držel tvrz, ale většina vesnice včetně podacího práva patřila v v letech 1423 a 1426 bratrům Janovi a Purkartovi z Roupova. Příslušníci jejich rodu získali tvrz v roce 1455 nebo 1462. Tvrz potom přestala sloužit jako panské sídlo a postupně zpustla. Když Kryštof Karel z Roupova prodával roku 1573 statek Vřeskovice s polovinou Roupova Janovi mladšímu z Roupova, byla vřeskovická tvrz označena jako pustá.

## Stavební podoba
Podle Augusta Sedláčka se na tvrzišti dochovaly pozůstatky příkopu a valu a zejména sedm metrů vysoká zeď (nejspíše původní hradba), o kterou se opírala chalupa. Na počátku 21. století z hradby zůstal jeden až dva metry vysoký úsek zdiva bez líce, na kterém částečně stojí novodobý dům če. 2 a zbytek je upraven jako zahradní skalka.